# Degerön (Motala)
Degerön is een plaats in de gemeente Motala in het landschap Östergötland en de provincie Östergötlands län in Zweden. De plaats heeft 59 inwoners (2005) en een oppervlakte van 29 hectare. De plaats ligt aan een spoorweg. Degerön wordt zowel omringd door landbouwgrond als bos en de bebouwing in de plaats bestaat grotendeels uit vrijstaande huizen. De stad Motala ligt zo'n twintig kilometer ten zuidwesten van het dorp.